# Capacité au champ
Pour les articles homonymes, voir Capacité.

La réserve utile est la différence (en mm d'eau) entre le contenu du sol à la capacité au champ et celui correspondant au dessèchement maximal du sol.

La capacité au champ est la capacité de rétention maximale en eau du sol.
Elle correspond plus précisément à la quantité d'eau retenue, après 48 heures d'égouttement de l'eau libre vers la nappe phréatique, par un sol préalablement gorgé d'eau (par des pluies ou un arrosage intensif).
Le terme provient d'Israelson et West ainsi que de Frank Veihmeyer et Arthur Hendrickson. Ces deux derniers auteurs définissent la capacité au champ (CC) du sol comme la quantité d’eau retenue par le sol après écoulement par gravité de l’eau excédentaire qui circule dans la macroporosité, et après que la vitesse d’écoulement a sensiblement diminué. Cela prend en général 2 à 3 jours après qu’une pluie a gorgé en eau des sols perméables et de structure et texture uniformes. Lorsque l'eau ne descend plus, le sol atteint alors son point de ressuyage ou sa capacité de rétention.
La quantité totale d'eau retenue dépend essentiellement de la texture du sol et de sa profondeur. Ainsi, par exemple, un sol argilo-calcaire d'une profondeur de 400 mm, d'une densité de 1,2 et d'une capacité de rétention de 30 g d'eau pour 100 g de terre fine et sèche retiendra :
400 x 1,2 x 30 % = 144 mm
L'eau excédentaire descend vers la nappe phréatique, plus ou moins vite suivant la perméabilité du sol, qui dépend de la texture du sol, mais également de sa structure (sol tassé, sol ameubli ayant une bonne porosité, etc.). La capacité au champ et la perméabilité sont des données très importantes pour l'irrigation : la capacité intervient pour calculer la dose d'arrosage et la perméabilité pour déterminer la vitesse d'arrosage.
Il existe également une définition physique de la capacité au champ, qui correspond à une quantité d'eau du sol à une certaine pression d'aspiration ou pression de succion : −0,33 bar.